# Engyum fusiferum
Engyum fusiferum là một loài bọ cánh cứng trong họ Cerambycidae.